# Martin Sörling
Martin Sörling, född 25 januari 1958, död 25 april 2012, var en svensk musiker.
Martin Sörling var en av den svenska punkens pionjärer och spelade under artistnamnet Martin Maskin elbas i gruppen Grisen Skriker. Sörling var vid sidan av Joakim Thåström, Henrik Franzén och Pelle Lidell medlem i punkbandet Pop-stars, en grupp som genomförde endast en legendarisk spelning; på Långholmen den 6 juli 1979. Han medverkar också på Kenta Gustafssons debutalbum Kenta (utgiven på Metronome 1979), där han bland annat spelar elbas på låten Just idag är jag stark. Sörling hade i början av 1980-talet ett band, Sexophones, tillsammans med Olle Ljungström. Efter punkperioden var Martin Sörling aktiv som kompositör och arbetade även som inredare.

## Verk
- Musik till föreställningen Completely Wrong in the Right Direction, uruppförd på Moderna Dansteatern den 8 maj 1993.[6]